# Seifenbach (Salzbach)
Der Seifenbach ist ein knapp zwei Kilometer langer rechter und südwestlicher Zufluss des Salzbaches im hessischen Westerwald.

## Geographie

### Verlauf
Der Seifenbach entspringt in einer Wiese an der Ostkante des Talheimer Waldes, südwestlich von Dornburg-Thalheim auf einer Höhe 324 m ü. NN. Er fließt zunächst durch Grünland nach Nordosten, durchläuft dann einen kleinen Teich und fließt links an einem Basaltsteinbruch vorbei. Etwa 400 m bachabwärts wird er zu einem zweiten Teich gestaut. Etwas später wird er auf seiner linken Seite vom Thalheimer Bach gespeist und passiert danach den Hof Steinrück. Der Bach erreicht bei der Straße Am Seifenbach den Ortsrand von Thalheim und verschwindet verrohrt in den Untergrund. In der Ortsmitte, südlich der Neuen Straße, mündet er schließlich verrohrt und auf einer Höhe von 161 m ü. NN in  den Salzbach.

### Zuflüsse
- Thalheimer Bach (links), 1,2 km[4]

### Flusssystem Elbbach
- Fließgewässer im Flusssystem Elbbach